# WASP-3b
WASP-3b是位於天琴座環繞著WASP-3的一顆系外行星，距離大約727光年。它是被SuperWASP使用凌日法發現的，隨後並經由徑向速度的觀測證實WASP-3b是一顆行星。這顆行星的質量和半徑顯示它是一顆氣體巨星，組成類似木星的龐然大物。WASP-3b環繞的軌道距離使它成為一顆熱木星，並且大氣層的溫度高達1983K。
在2010年，使用凌日時間變分法發現WASP-3還有一顆行星存在，被命名為WASP-3c 。此一發現提醒了未來的觀測者，必須要確認已發現的行星系中有沒有第二顆行星的存在。

## 外部連結
维基共享资源上的相關多媒體資源：WASP-3b
- SuperWASP Homepage（页面存档备份，存于）
- WASP-3 light curve using differential photometry （页面存档备份，存于）